# Lillian Board
Lillian Barbara Board (Durban, 13 dicembre 1948 – Monaco di Baviera, 26 dicembre 1970) è stata una velocista e mezzofondista britannica, vincitrice della medaglia d'argento nei 400 metri piani ai Giochi olimpici di Città del Messico nel 1968.

## Biografia
Messasi in luce già da giovanissima, iniziò la carriera internazionale nel 1966 ai giochi del Commonwealth. Nel 1968 era la favorita per la medaglia d'oro sui 400 m. alle Olimpiadi di Città del Messico, ma venne superata nel finale dalla francese Colette Besson e dovette accontentarsi dell'argento. Nel 1969, ai Campionati d'Europa di Atene, ottenne due medaglie d'oro, negli 800 m. (2' 01" 4, record dei campionati) e nella staffetta 4x400 (3' 30" 8, record del mondo), dopo un esaltante testa a testa, nella frazione finale, con la Besson che venne accreditata dello stesso tempo. Al termine dei giochi verrà insignita del titolo di "Migliore atleta donna dei Campionati".
Nel 1970 cominciò a soffrire di dolori allo stomaco, che le limitarono la partecipazioni sportive. Nonostante ciò, in maggio stabilì il nuovo record britannico sui 1500 m. in 4' 44" 6, giungendo seconda a Roma, dietro l'allora detentrice del record mondiale Paola Pigni. Il 20 giugno correrà la sua ultima gara ad Edimburgo.
Nel mese di settembre gli viene diagnosticato un Carcinoma del colon-retto allo stadio terminale, con una speranza di vita non superiore ai due mesi.
A novembre si trasferisce nella clinica del controverso dottor Josef Issels, sulle Alpi bavaresi per seguirne le sue cure alternative. I risultati non sono quelli sperati ed a dicembre dev'essere trasferita in una clinica di Monaco di Baviera dove viene sottoposta a terapia intensiva, ma il 24 dicembre entra in coma spirando due giorni dopo, all'età di 22 anni.

## Palmarès

### Olimpiadi di Città del Messico, 1968
- Medaglia d'argento sui 400 m

### Campionati europei di atletica leggera 1969
- Medaglia d'oro sugli 800 m
- Medaglia d'oro nella staffetta 4 x 400 m